# Tobiasia bifasciata
Tobiasia bifasciata är en stekelart som beskrevs av Trjapitzin 1962. Tobiasia bifasciata ingår i släktet Tobiasia och familjen sköldlussteklar.
Artens utbredningsområde är Turkmenistan. Inga underarter finns listade i Catalogue of Life.